# Heilig Hartbeeld (Sappemeer)
Het Heilig Hartbeeld is een standbeeld in de Nederlandse plaats Sappemeer.

## Achtergrond
Het kerkbestuur van de Sint-Willibrorduskerk wilde in 1923 een Heilig Hartbeeld laten plaatsen, waarschijnlijk in verband met het aanstaand zilveren jubileum van pastoor M.N. van der Steele als priester. De 3000 à 4000 gulden die een bronzen beeld volgens de beeldhouwer August Falise moest kosten, vond het bestuur te veel. Men had er maximaal 800 gulden voor over. Falise kon een goed aanbod doen, het kalkstenen beeld dat hij had gemaakt voor Oss bleek na plaatsing een haarscheur of ader aan de achterkant te vertonen. Hij zou voor Oss een nieuw beeld maken en het bestuur mocht dit beeld voor 800 gulden kopen.
Het beeld werd in september 1923 per trein naar Sappemeer vervoerd, maar brak onderweg in stukken. Falise had het beeld verzekerd en kon daardoor een nieuw beeld maken. Het nieuwe ontwerp werd wat eenvoudiger, maar "niet minder fraai en artistiek", aldus Falise. Het had een eerste prijs gewonnen in een prijsvraag voor een Heilig Hartbeeld. In 1924 kon het nieuwe beeld alsnog geplaatst worden. Het staat in de nabijheid van de kerk bij de ingang van de begraafplaats. Voor Reuver maakte hij een bronzen afgietsel van het beeld.

## Beschrijving
De staande Christusfiguur, gekleed in koningsmantel, heft zegenend zijn rechterhand op, terwijl hij met zijn linkerhand naar het vlammend hart op zijn borst wijst. Na een restauratie in 2023 is de stand van de rechterhand, die bij een eerdere reparatie veranderd was, weer hersteld. Het beeld staat op een natuurstenen sokkel.

## Foto's

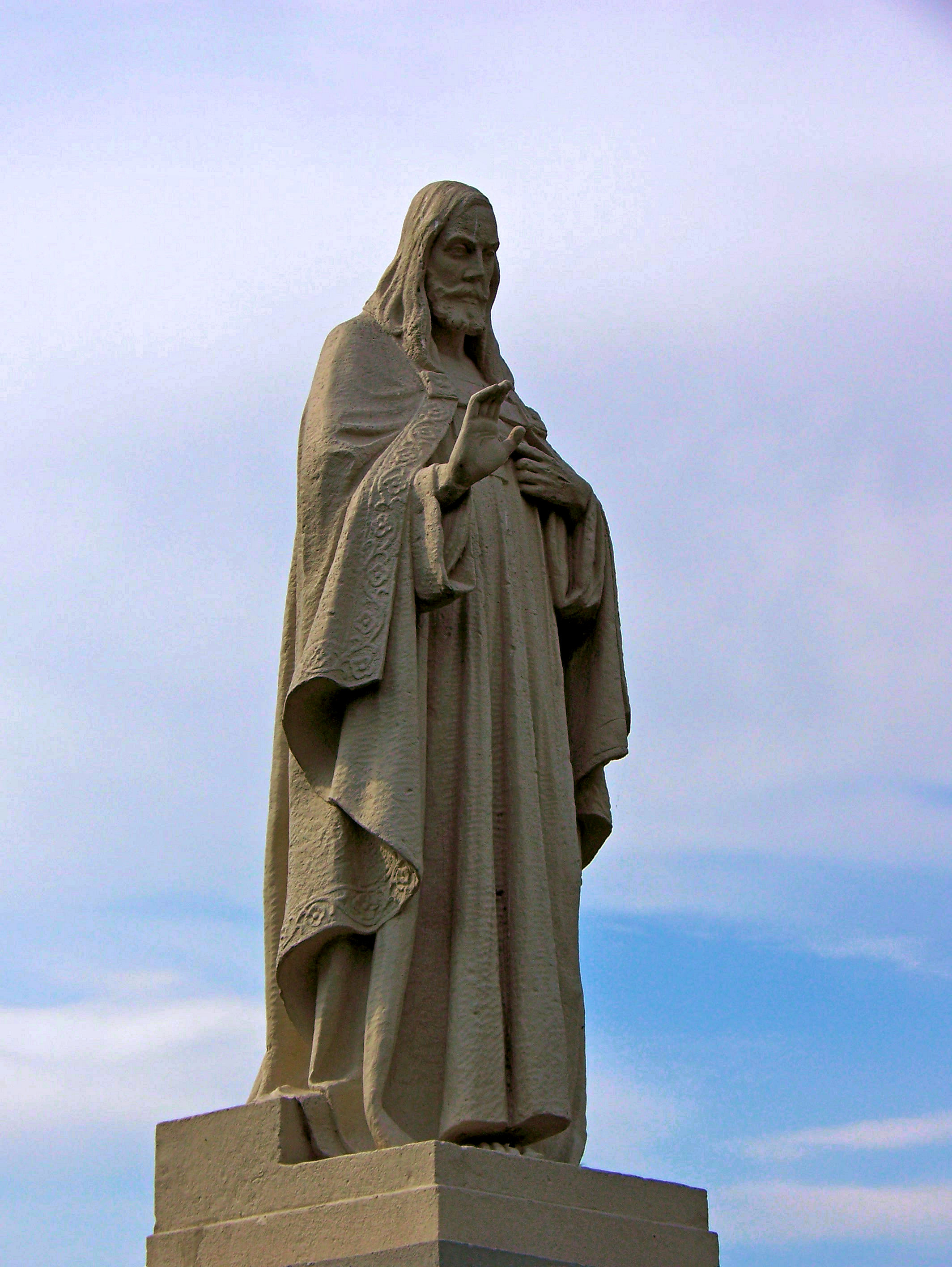
Zijaanzicht
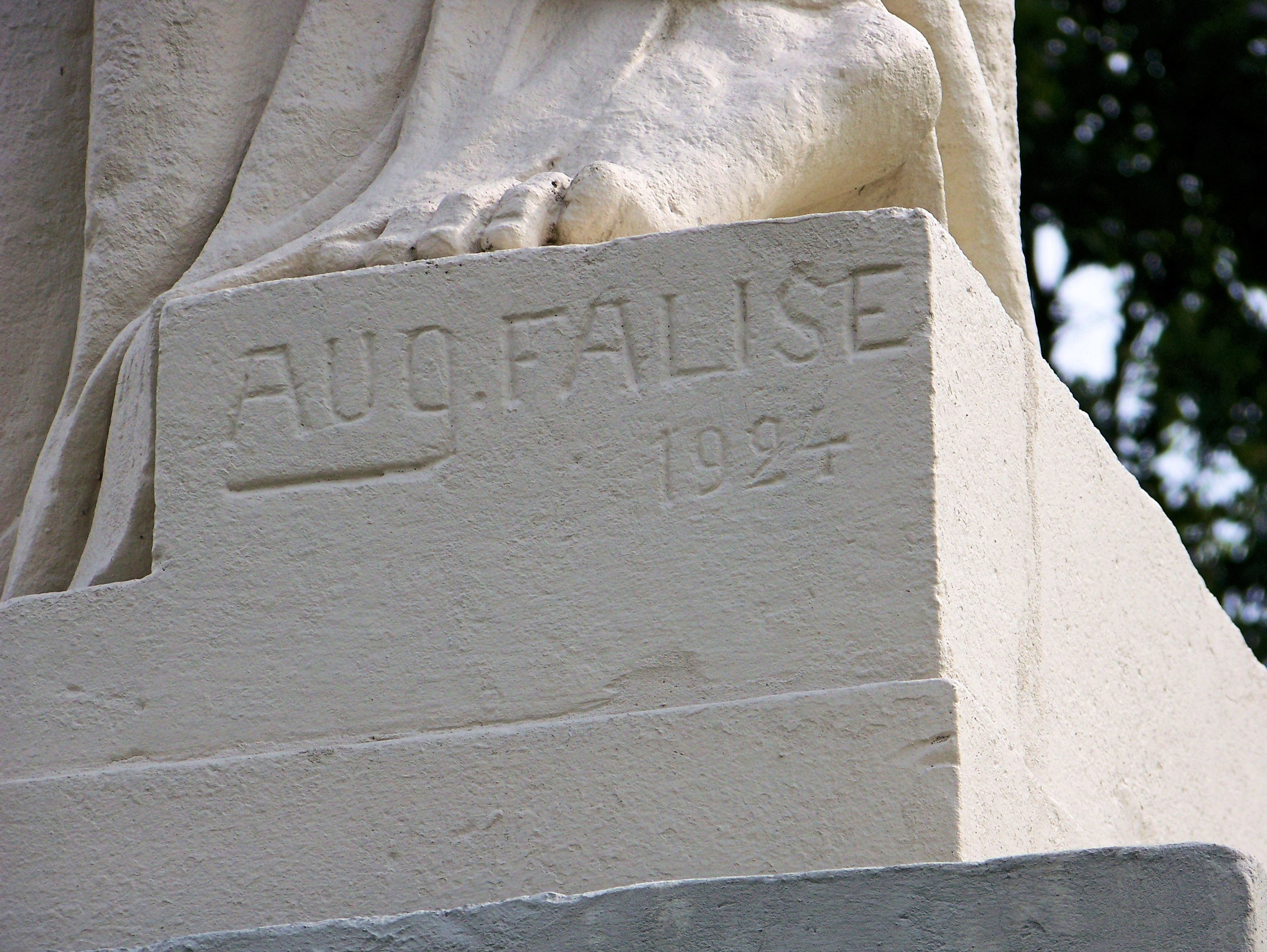
Signatuur